# Rein van Looy
Reinder Johannes Cornelis (Rein) van Looij (Hilversum, 14 januari 1910 – Amstelveen, 14 maart 1994) was een Nederlands illustrator en boekbandontwerper. Hij werkte onder de naam Rein van Looy.
Hij volgde een opleiding aan de Ambachtsschool in Den Haag.
Hij was een zeer bekende illustrator en boekbandontwerper van kinderboeken, waaronder Pinkeltje en De Grote Tovenaar van Oz. Naar verluidt was Dick Laan zelf niet blij met zijn tekeningen. Hij illustreerde verder onder meer Nooddorp (1951) van Rogier van Aerde. Voor andere boeken maakte hij ontwerpen, zoals omslagen voor gebonden uitgaven van Havank. Hij deed dit onder het pseudoniem Tanner.